# Čengić vila

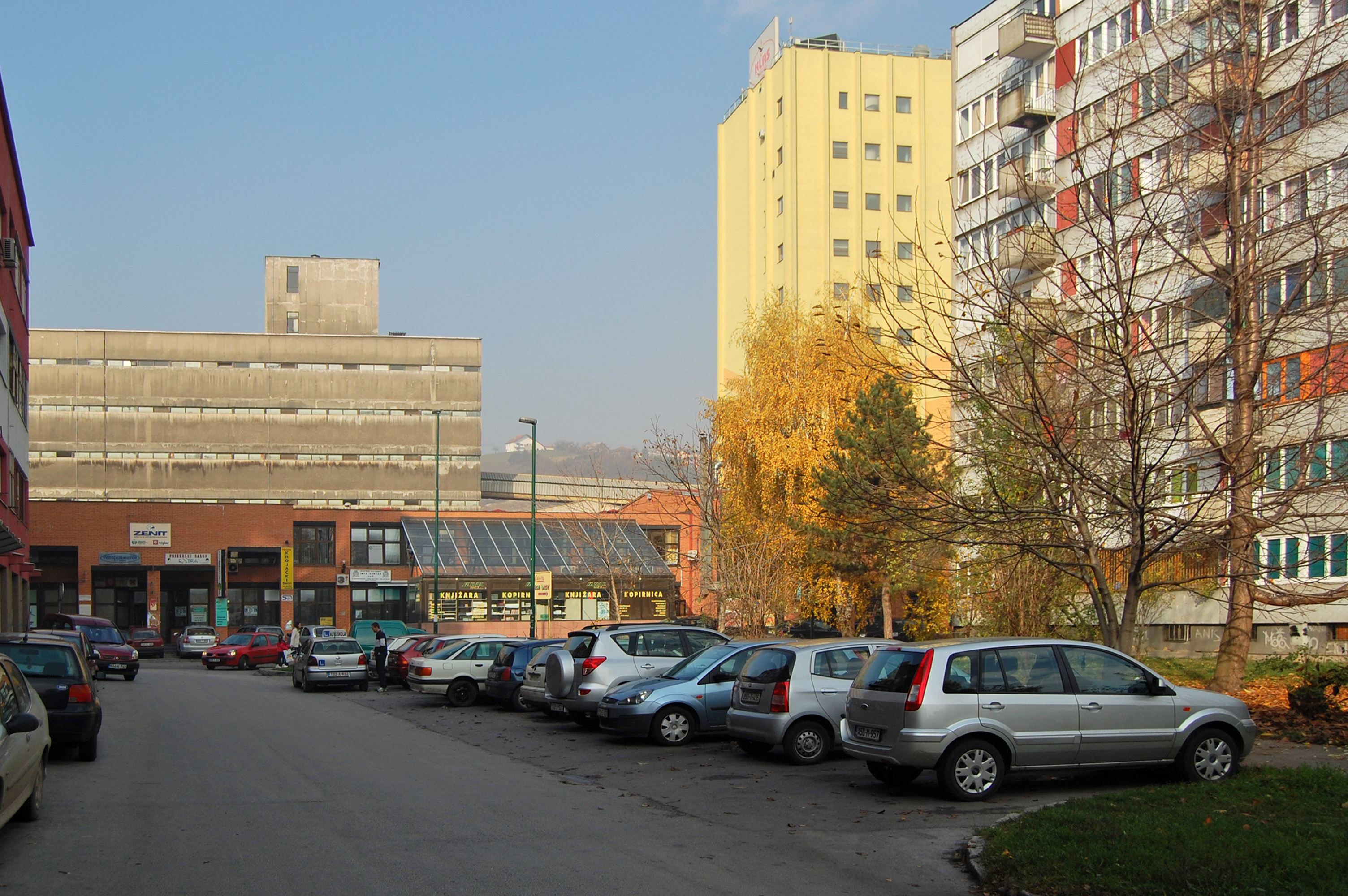
Čengić vila na podzim.

Čengić vila je název pro lokalitu v hlavním městě Bosny a Hercegoviny, Sarajevu. Administrativně se nachází v místní části (općině) Novo Sarajevo. Dělí se na dvě části (Čengić vila 1 a Čengić vila 2). Hranici mezi nimi představuje řeka Miljacka.
Podle údajů z roku 2009 zde žilo 13 tisíc lidí. Lokalita získala svůj název podle osmanského vojenského představitele Derviše-paši Čengiće, který si zde nechal postavit vilu. Název mu zůstal i po nástupu rakousko-uherské správy nad Bosnou v roce 1878. Rakušané zde nechali vybudovat vojenské cvičiště (mezi místními známé pod názvem egzecir), které se po první světové válce využívalo jako stadion. Po druhé světové válce tudy byla provedena hlavní silnice s tramvajovou tratí a vybudovány výškové budovy, resp. panelové sídliště.